# Hébertisme
Cet article concerne la gymnastique. Pour le mouvement ou les doctrines de Jacques-René Hébert (Révolution française), voir Hébertistes et Jacques-René Hébert.
L'hébertisme est une philosophie de vie, physique et mentale, développée par Georges Hébert à partir des années 1910.

## Description
Georges Hébert ne parlait pas d'hébertisme quand il développait l'éducation physique, virile et morale par la Méthode naturelle, mais ce terme s'est  progressivement installé chez ses héritiers et héritières pour désigner soit la pédagogie "héberto-naturiste" développée à la Palestra entre 1918 et 1929, soit la méthode naturelle d'éducation physique, virile et morale elle-même, soit encore de façon plus englobante la philosophie de vie holiste véhiculée par les collaborateurs et collaboratrices d'Hébert dans la revue L'éducation physique (qu'il a dirigée entre 1922 et 1940) et développée depuis par les générations d'hébertistes qui se sont succédé, principalement en Belgique et en France. 
Pour se faire une idée, la pédagogie héberto-naturiste mentionnée ci-dessus comprend, selon Pierre Philippe-Meden qui en dresse le portrait, six volets :
1. Entraînement complet par la MN : 10 familles d’exercices constituent les techniques du corps héberto-naturiste à exécuter autant que possible en pleine nature : marche, course, saut, grimper, porter, lancer, nager, se défendre, quadrupédie et équilibrisme.
2. Apprentissage des métiers manuels courants : ménage, cuisine, jardinage, terrassement, construction et entretien d’appareils, etc.
3. Culture mentale et morale : gymnastique psychique, réflexivité, conscience de soi, souci du bien commun, etc.
4. Culture intellectuelle : histoire de l’hygiène, l’épistémologiehéberto-naturiste (Rabelais, Tissot, Andry, Amoros, Demenÿ, etc.), connaissance anthropologique des techniques du corps (gymnastiques suédoise, harmonique, organique, rythmique, respiratoire ; jeux : tennis, basket-ball), connaissance politique de l’organisation de l’EP des masses sous les totalitarismes européens (socialisme sportif, mouvement sokol, fascismes), sciences (anatomie, physiologie, critique du scientisme).
5. Culture esthétique : littérature (récits de voyageurs : Jacques Cartier, Gabriel Sagard Théodat, Jean-Baptiste Tavernier, etc., d’explorateurs : Abel Faivre, Henri Lhote, Norbert Casteret, etc.), mythologies du corps (études atlantéennes), représentation du corps (mouvement, geste) dans l’histoire de l’art, exercices du cirque (acrobatie, jonglage), danse (rythmique, naturelle) et musique (harpe, tambourins, flutes, chant).
6. Initiative naturiste : camping, médication par l’exercice (dosage, choix), l’alimentation (végétarisme) et les éléments naturels (hydrothérapie, aérothérapie, héliothérapie).

La « Méthode naturelle », qui en est le volet physique, est donc une méthode d'éducation physique complète, axée sur l’empirisme, le synthétisme et l’utilitarisme. Le développement du corps, qui est selon Hébert « le temple de l’âme et du cerveau », doit permettre à chacun (homme ou femme) d'être physiquement fort pour être moralement fort. Hébert avait coutume de dire « être fort pour être utile ». L'entraînement se fait dans une visée altruiste : le corps est entraîné pour aider (s'aider soi-même et aider les autres). La Méthode naturelle comprend dix familles d'exercices, chacune permettant de développer certaines habiletés : 
- la marche ;
- la course ;
- le saut ;
- le grimper ;
- le lever ;
- la quadrupédie ;
- le lancer ;
- l'équilibre ;
- la défense ;
- la natation.

Chacune de ces activités est pratiquée régulièrement, de façon que chaque séance d'entraînement développe trois axes :  
1. La culture physique, en améliorant la force, la souplesse, l'endurance, la vitesse, la coordination, l'équilibre ;
2. Le renforcement moral, par la confrontation aux obstacles naturels et aux intempéries, ce qui favorise le courage, le sang-froid, la résilience, le sens de l'initiative, le dépassement de soi ;
3. L'éthique et la sociabilité, de par la pratique en groupe et non compétitive invitant au respect de la dimension personnelle, de la nature, favorisant l'altruisme et l'entraide.

## La renommée de l'hébertisme
L'hébertisme en tant que philosophie de vie holistique, avec ses six volets, n'a été que peu pratiqué. Hébert a mis sur pied quelques projets. Dans un premier temps, la création d'un collège d'athlètes à Reims, puis une palestra, communauté de femmes suivant ces principes, et même une palestra nautique sur un trois-mâts.
La Méthode naturelle, par contre, s'est répandue du vivant d'Hébert à bien des associations, en France et à l'étranger, et a été tout un temps la méthode officielle des écoles françaises. Le nom d'hébertisme, bien qu'initialement plus large, a fini par désigner la seule Méthode naturelle, et c'est sous ce nom que cette méthode d'éducation physique est aujourd'hui encore pratiquée dans certains pays d'Europe comme la France, la Belgique, l'Italie, l'Espagne, l'Allemagne, la Croatie...